# 黒川渉三
黒川 渉三（くろかわ しょうぞう、1901年（明治34年）3月4日 - 1975年（昭和50年））は、日本の実業家。東京急行電鉄専務のほか、東横映画、東京映画配給、東急自動車、東京トヨタディーゼル社長などを務めた。広島県賀茂郡西条町（現・東広島市）出身。

## 来歴・人物
岡田茂は実家の四軒隣で、医師の息子だった黒川は、旧制広島一中（現・広島県立広島国泰寺高等学校）を経て1926年（大正15年）、慶應義塾大学経済科卒業。
東京横浜電鉄（現・東京急行電鉄）に入社し同社開発、電燈各課長、東京急行電鉄事業部長、殖産局次長、取締役、専務を歴任。根っこからの野人、バケツの底が抜けたような大酒くらいで大風呂敷。お固い電鉄会社では型破りな人物で五島慶太に可愛がられた。管理の能力はないが、人をハッタリで説得する才能は抜群、開発関係の仕事で頭角を現す。開発課長時代の1929年（昭和4年）、東京横浜電鉄の乗客を増やすには大学の誘致が一番と考え、慶應義塾大学塾長・林毅陸に大学の校舎を神奈川県横浜市港北区日吉に建設するよう働きかけ成功した。当時黒川は28歳で「この若僧が…」と甘く見られないようソフト帽を被り、ステッキをついて交渉に行った。それ以来、ソフト帽にステッキ姿で通した。根岸寛一は、この頃からの親しい飲み仲間で、何かというと連れだってハシゴ酒をして歩いた。黒川と根岸は1921年（大正10年）頃からの友人と書かれた文献もある。根岸が在籍した「新聞連合」（後の同盟通信社）の営業部が東横の新聞広告を一手に引き受けたいと、根岸を通じて黒川に意を伝え、両社の幹部が一夕目黒雅叙園で会い、黒川が五島と根岸を結び付けた。
やがて五島の懐刀的存在にのし上がり、東横の四天王の一人と呼ばれた。東京横浜電鉄が渋谷駅に東横百貨店の開業準備をしていた1933年（昭和8年）、老舗百貨店・白木屋が渋谷駅に近い道玄坂のとっつきの場所に分店を計画。情報をキャッチした五島は強引にこの土地を白木屋から譲り受け、東横線のターミナル・渋谷の繁栄策の一環として、同地に映画館を作ろうとプランした。1938年（昭和13年）、映画館経営を目的とする東横映画を設立。黒川は東横映画を拡張したいと意欲を燃やした。田中勇と同期の黒川が支配人に任命され劇場建設に取り掛かった。戦時中に黒川は、自由ヶ丘の隣組だった根岸寛一にすすめられ大映の株を半分近く掌握し、東横映画劇場（現・TOHOシネマズ渋谷）も黒川が所有していたという。そのまま黒川が大映の株を所有していれば天下を取れたのだが、阪神急行電鉄（現・阪急電鉄）の小林一三に五島のところまで話を持っていかれて、五島は事業の師と仰ぐ小林から「素人が映画をやってもうまくいかない」と東横映画劇場を横取りされた。この悔しさから改めて渋谷、五反田の映画館建設、およびその他の劇場の吸収合併により七つの映画館の経営に至る。
しかしこれら全てが戦災で焼失した。五島の命を受けた黒川は再建委員の中心として1946年（昭和21年）元日に一挙に六館を再オープンさせる。カンは非常に早く興行はよく当たり、戦後の軽演劇は渋谷から復興した。この年の公職追放により、東急の上層部が大幅に入れ替わり、黒川は40歳半ばで同社専務に就任。「映画は儲かる」と実感を把んだ黒川は本流に遡り「映画製作」に意欲を燃やした。黒川はこれからは娯楽、それも映画の時代になると見ていた。この後、病気になって、うなって寝ている黒川の枕辺に、永田雅一が日参し、永田にほだされ大映株を譲ったことで配給は大映となってしまう。東横映画の拡張を考えた黒川は長年の飲み仲間で満州から引き揚げてきた根岸寛一とマキノ光雄を誘い、映画製作のバラ色の将来を描いた計画書を五島に提出。その気になった五島は大映を乗っ取って配給ルートを確保し、黒川に命じて東横映画は「映画製作」のスタートを切った。東横映画が映画館経営でなく「映画製作」という新たな段階に向けて動き出したのは、黒川が映画製作を発案し、根岸に相談してからで、根岸、マキノおよび満州人脈が東横映画に関わるのは黒川を足がかりにしたものである。よく知られるように映画製作は、根岸、マキノが密かに参集させていた満洲映画協会の引き揚げ者の仕事の斡旋でもある。しかし大映の配給ルートだけでは心もとなく黒川、根岸、マキノのトリオは独自の配給会社設立を五島に要望し1949年（昭和24年）9月、東宝、松竹、大映に続く第四の配給勢力として「東京映画配給」が発足された。黒川は社長に就任。しかし東宝争議で新東宝が分離独立して契約館の獲得競争が激化、「太泉映画」の映画製作の中止もあって配給ルートの維持ができなくなり業績は急降下した。東横映画の借金は11億円（2010年代の貨幣価値に換算すると約200億円）まで膨らみ、1951年（昭和26年）に黒川は同社社長を辞任。五島は三社分散の効率の悪さから同年、東横映画、太泉映画、東京映画配給の3社を合併させ「東映」を新発足させた。11億円の借金は黒川の広島一中の先輩で住友銀行の頭取だった鈴木剛が面倒をみたといわれる。東映のメインバンクが住友になったのはこのときから。
五島は「今日の東映があるのは、黒川渉三という男が、オレを騙して深入りさせたことに原因がある。そしてその有終をなしたのは、大川博の力量と努力だ。だがオレは、二人を思う存分に使いこなした。すると東映の大恩人は、やはりオレしかいない」と話した。
この他、東急専務時代の1946年、プロ野球球団・東京セネタースの身売り話を広島一中時代の親友・浅岡信夫と小西得郎から受けて五島に仲介したという。また1948年の東急フライヤーズと大映球団の合併は、黒川からプロ野球の経営を薦められた東急の参事で強羅ホテル社長・猿丸元が、小林次男（横沢三郎の兄）の仲介で、五島と永田雅一を会わせてフィフティの合併、急映フライヤーズを誕生させたものである。
その後1956年には東急自動車社長、翌1957年には東京トヨタディーゼル社長に就任。1970年、東京トヨタディーゼル会長。1975年死去、享年75。
倉田準二は甥。先の根岸寛一、マキノ光雄のほか、片岡千恵蔵を東横映画入りさせたのも黒川であり、大川博の後、東映の社長を務めた同郷の岡田茂、東映動画社長を務めた今田智憲を東横映画入りさせたのも黒川である。黒川は辞める際に「おれと一緒に辞めて行く者もいるが、岡田と今田だけは辞めさせないでくれ」と大川に頼んだという。
豪快な人物として知られ、会社や借金のことなど屁のかっぱとばかり、毎晩部下を連れて銀座を飲み歩いていた。またマキノ光雄や脚本家・小川正らを家に呼んで、しばしば本物のポルノ映画の鑑賞会をやっていたという。黒川は大川博と入れ替わりに東横映画を去るが、最後の最後まで豪快で、日本共産党の組合員は、借金を膨らました黒川を標的にして本社と撮影所中に「11億円もの赤字の責任は社長の黒川にある。背任横領の疑いすらある」と貼り紙をし団体交渉の席で「社長には愛人が二人もいるというではないか!」と黒川を吊るし上げた。すると黒川は平然と「それは間違いだ。二人じゃない、四人おるよ」と言ったという。